# 国家机关事务管理局
国家机关事务管理局，简称国管局，是负责中华人民共和国中央国家机关事务的管理、保障、服务及中央国家机关事务工作政策的制订和实施的副部级国务院直属机构。

## 沿革
1949年2月7日成立中南海办事处，处长周子健，负责整修房屋（2000间）、打扫卫生。申伯纯、金城率领新组建的中央统战部交际处，接管了北京饭店、六国饭店、法国饭店、远东饭店等，为来北平的民主人士和南京当局和谈代表团提供接待工作。1949年6月25日成立新政治协商会议筹备委员会，下设庶务处，处长周子健，副处长罗子为（民主人士），负责会场、住宿、食堂。1949年10月，中央人民政府办公厅行政处（也称总务处）和政务院秘书厅总务处分别在勤政殿和摄政王府两地办公，两个处的处长均由政务院秘书厅副主任周子健兼任。中央人民政府典礼局只有局长余心清一人，具体事宜由中央人民政府办公厅行政处三科（接待科）承办。 
1950年11月6日，中央人民政府主席毛泽东批准了中央人民政府政务院总理周恩来关于“中央人民政府委员会办事机构撤销，政府委员会开会及招待、宴会、典礼等项工作完全由政务院负责办理”的报告。根据该报告，政务院副总理陈云在1950年12月8日主持召开中央人民政府政务院第六十二次会议，会议决定在中央人民政府委员会办公厅和政务院秘书厅的机关事务管理机构的基础上，成立中央人民政府政务院机关事务管理局（简称“政务院管理局”），并任命余心清为局长，辛志超、周子健为副局长，下设办公室、总务处、财务处、供给处、交际处、警卫处、人事处、生产管理处。1950年12月15日，政务院机关事务管理局开始工作。1951年1月6日，政务院机关事务管理局在下属的北京饭店西楼宴会厅举行成立大会。1951年1月13日晚，在政务院机关大灶食堂（今国务院小礼堂所在地）召开政务院机关事务管理局第一次全体工作人员大会。
1953年9月，中央人民政府政务院批准《关于扩大管理局业务范围的初步意见》，决定将政务院机关事务管理局改为中央人民政府机关事务管理局，将业务范围扩大，增加了中央一级各机关的经费、房产管理及各部委召开全国性会议接待布置等业务，并协助专家招待事务管理局（国务院外国专家局的前身）的工作。方仲如任局长、余心清、申伯纯、刘墉如、张效曾任副局长。在方仲如到任前，由政务院副秘书长齐燕铭主持工作。
1954年2月，经中国共产党中央人民政府机关委员会批准，成立了中国共产党中央人民政府机关事务管理局委员会，作为政务院直属机关党委的分支机构。局党委召开了第一次局机关党的代表大会，大会选举产生了第一届机关党委会，副局长张效曾当选管理局第一届党委书记。局机关党委下设两个党总支（总支下属11个党支部）、9个直属党支部和1个直属党小组。
1954年5月，经管理局机关党委和政务院直属机关团委批准，成立中国共产主义青年团中央人民政府机关事务管理局委员会，作为政务院直属机关团委的分支机构。局团委召开了第一次局机关团的代表大会，大会选举产生了第一届机关团委会，温继宗当选管理局第一届团委书记。1955年10月温继宗调新疆工作后，团委书记由常捷代理。
1954年9月，第一届全国人民代表大会第一次会议在北京举行，中央人民政府机关事务管理局代局长余心清担任此次大会副秘书长，并兼任大会秘书处总务组组长。总务组由管理局牵头组织，下设办公室、财务组、交通组、卫生组、文娱组、铁路客运组。管理局下属的北京饭店、和平宾馆、新侨饭店、西郊宾馆、翠明庄招待所等各馆所统一成立了大会驻地接待组。管理局代局长余心清作为第一届全国人民代表大会代表也出席了此次大会。
1954年10月31日，国务院总理周恩来主持国务院第二次全体会议，决定将中央人民政府机关事务管理局改为国务院机关事务管理局（后简称“国管局”），列为国务院直属机构，于1954年11月8日经第一届全国人大常委会第二次会议批准。局长刘墉如，副局长申伯纯、张效曾、犹凤岐，下设办公室、中央行政经费管理处、房屋管理处、交际处、服务处、财务处、总务处、人事处、饭店经营管理处、印刷厂管理处和首都汽车公司。
2013年3月19日，《国务院关于机构设置的通知》（国发〔2013〕14号）将国务院机关事务管理局更名为国家机关事务管理局。
国管局成立以来，长期负责中央国家机关财务、经费、公务用车、国有资产和房地产管理，负责指定范围的党和国家领导人及有关服务对象的生活服务管理工作。1998年国务院机构改革，将原国家计委管理国务院有关部门行政用房的基建投资、公务用车购置和更新经费等职能划转国管局，并增加了组织实施中央国家机关政府采购、中央国家机关职工住房补贴经费管理等职能。1999年，为了适应部门预算制度改革，国管局转变了中央国家机关行政经费的预算管理职能。2000年，增加了中央国家机关各部门所属单位国有资产管理的职能，接收了原国家国有资产管理局管理的中央行政事业单位国有资产产权登记档案。2010年，增加了推进、指导、协调、监督全国公共机构节能工作的职责。2012年6月，《机关事务管理条例》公布，明确了国管局负责拟定有关机关事务管理的规章制度，指导下级政府公务用车、公务接待、公共机构节约能源资源等工作，主管中央国家机关的机关事务工作等职责。2014年，国管局增加了承担全国人大机关、全国政协机关、各民主党派中央部级干部住房和公务用车管理工作。
国管局由国务院办公厅领导。关于国管局编制、职责、内设机构、人数的文件，均由国务院办公厅批转。

## 职责
根据《国家机关事务管理局职能配置、内设机构和人员编制规定》，国管局承担下列职能：
1. 负责中央国家机关事务的管理、保障、服务工作。拟订中央国家机关事务工作的政策、规划和规章制度并组织实施。
2. 组织拟订中央国家机关后勤体制改革政策、制度并监督实施，指导后勤服务单位业务工作。会同有关部门拟订中央国家机关有关社会保障工作制度并组织实施。
3. 按规定负责中央行政事业单位国有资产管理工作，制订相关具体制度和办法，承担产权界定、清查登记、资产处置工作。负责中央国家机关公务用车的编制、配备、更新、处置工作。
4. 按规定制定中央国家机关财务管理有关规章制度并组织实施；提出加强行政运行经费、机关服务经费、住房改革支出经费管理的建议；负责中央国家机关行政办公用房建设与维修项目经费、离退休经费、公务用车经费等专项经费的管理。按规定指导中央国家机关会计事务工作。
5. 负责中央国家机关房地产管理工作，制定规章制度并组织实施；按规定负责行政办公用房建设项目审核、计划编制、建设监管；负责办公用房和办公区建设的规划编制、权属登记、使用调配。负责中央国家机关及所属单位用地管理工作。
6. 负责中央国家机关及所属在京单位住房制度改革工作，拟订住房制度改革实施方案、住房保障和管理的规章制度并组织实施。指导中央国家机关公务员集中住宅区建设和物业管理工作。按规定负责住房资金和住房公积金的管理工作。
7. 承担全国公共机构节能推进、指导、协调、监督的具体工作；监督管理中央本级公共机构节能工作；承办指导教育、科技、文化、卫生等主管部门开展本级系统内公共机构节能的有关工作；会同有关部门开展公共机构节能宣传、教育和培训等工作。
8. 按规定承担中央国家机关政府集中采购管理工作。受委托承办集中采购目录外的项目采购。
9. 负责中央国家机关及所属在京单位人民防空工作。
10. 指导和协调中央国家机关精神文明建设、社会治安综合治理等社会事务管理工作。按规定指导并组织实施中央国家机关后勤员工培训和职业技能鉴定工作。
11. 负责各省、自治区、直辖市及副省级市人民政府驻京办事处的管理和协调工作。制订政府机关国内公务接待的相关制度和标准。承办国家有关重大活动和国务院重要会议的总务和经费管理工作。
12. 承担全国人大机关、全国政协机关、各民主党派中央部级干部住房和公务用车管理工作。
13. 承办国务院交办的其他事项。

## 机构设置
根据《国家机关事务管理局职能配置、内设机构和人员编制规定》，国管局内设机构为副司局级，设置下列机构：

### 内设机构
- 办公室
- 财务管理司
- 资产管理司
- 房地产管理司
- 公共机构节能管理司
- 驻京办事处与综合管理司
- 中央国家机关人民防空办公室
- 政策法规司（中央国家机关住房制度改革办公室）
- 审计室
- 人事司
- 机关党委（机关工会）
- 机关纪委
- 离退休干部局

### 直属事业单位
- 中央国家机关政府采购中心
- 中央国家机关住房资金管理中心
- 宾馆管理中心
- 中央国家机关后勤干部培训中心（全国机关事务管理研究会）
- 机关服务中心（国家机关事务管理局机关服务局）
- 中国机关后勤杂志社
- 中央国家机关公务员住宅建设服务中心
- 汽车服务中心
- 西山服务局
- 北戴河接待服务中心（国家机关事务管理局北戴河服务局）
- 东坝服务中心

### 主管社会团体
- 全国机关事务管理研究会
- 中国关心下一代工作委员会

## 历任领导
中央人民政府政务院机关事务管理局
| 局长 - 余心清（1950年12月－1953年9月） 副局长 - 辛志超（1950年－？） - 周子健（1950年－1952年） - 张效曾（？－1953年） - 孟昭亮（？－？） - 廖寒飞（1951年4月－1952年1月3日逝世） - 申伯纯（？－1953年） | 党组书记 - 周子健（1950年－1952年） |

中央人民政府机关事务管理局
| 局长 - 方仲如（1953年11月－1954年9月，未到任，由副局长余心清代理） 副局长 - 余心清（1953年－1954年） - 申伯纯（1953年－1954年） - 刘墉如（1953年－1954年） - 张效曾（1953年－1954年） | 党组书记 - 齐燕铭（1953年－1954年，政务院副秘书长兼） |

国务院机关事务管理局
| 局长 - 刘墉如（1954年11月20日－1956年3月9日） - 高登榜（1956年3月9日－1966年，国务院副秘书长兼） - 李梦夫（1973年2月－1980年9月，党的核心小组组长、革命委员会主任，后为党组书记、局长） - 袁晋修（1980年9月－1983年3月27日逝世，国务院副秘书长兼） - 常捷（1983年6月－1990年9月，后为国务院副秘书长兼） - 郭济（1990年10月－1997年5月） - 焦焕成（1997年5月－2013年3月，2002年起任国务院副秘书长，2007年起任国务院机关党组副书记（正部长级）） 副局长 - 申伯纯（1955年3月1日－1958年3月17日） - 张效曾（1955年3月1日－1957年4月29日） - 犹凤岐（1956年3月9日－1958年9月24日） - 李向甫（1956年5月25日－？） - 梁隆泰（1956年5月25日－1959年4月16日） - 刘冀平（1956年5月25日－？） - 李梦夫（？－？） - 方荣欣（？－？） - 高富有（1963年2月－1968年1月，副局长；1968年1月－1973年2月，国务院机关临时党委委员兼国管局革命委员会副主任；1973年2月－1981年12月，第一副局长、党组副书记） - 刘剑（？－？） - 董俊峰（？－？） - 王致中（？－？） - 侯春怀（？－？） - 王荣（？－？） - 谢邦选（1965年－？） - 王之义（？－？） - 马健（？－？） - 季达（？－？） - 汪志敏（1980年－1982年） - 张国良（？－？） - 夏杰（？－？） - 冯兰明（？－？） - 田玉安（？－？） - 刘广振（？－1994年5月28日） - 董述伟（？－1994年5月28日） - 曹剑峰（？－？） - 鲍先广（？－？） - 赵文海（1994年5月28日－？） - 焦焕成（1994年5月28日－1997年5月） - 唐树杰（1996年7月－2004年12月） - 吕世光（1998年4月－2007年3月） - 寻寰中（1998年11月－2009年3月） - 高翔（2000年12月－2013年3月） - 鉴保卫（2004年12月－2013年3月） - 李宝荣（2007年2月－2013年3月） - 尚晓汀（2009年12月－2013年3月） | 党组书记 - 刘墉如（1955年1月－1956年2月） - 高登榜（1956年－1966年） - 李梦夫（1973年2月－1980年9月，党的核心小组组长，后为党组书记） - 袁晋修（1980年9月－1983年3月27日逝世） - 常捷（1983年6月－1990年10月） - 郭济（1990年10月－1997年5月） - 焦焕成（1997年5月－2013年3月） 党组副书记 - 高富有（1973年2月－1981年12月） 党组成员 …… - 焦焕成（1994年5月－1997年5月） - 高翔（1998年10月－2013年3月） - 鉴保卫（2000年12月－2013年3月） - 尚晓汀（2007年1月－2013年3月） - 于永水（2011年5月－2013年3月） |

国家机关事务管理局
| 局长 - 焦焕成（2013年3月－2015年10月20日，国务院副秘书长兼） - 李宝荣（2015年10月20日－2022年6月24日，2017年起为国务院副秘书长兼） - 王永红（2022年6月24日－，2023年7月起为国务院副秘书长兼） 副局长 - 高翔（2013年3月－2014年2月27日） - 鉴保卫（2013年3月－2014年2月27日） - 李宝荣（2013年3月－2015年10月20日） - 尚晓汀（2013年3月－2017年4月1日） - 陈建明（2014年2月27日－2019年5月17日） - 于永水（2014年2月27日－2016年5月5日） - 赵峰涛（2016年5月5日－2022年5月27日） - 庞长青（2016年9月14日－2018年7月25日） - 王永红（2017年4月1日－2022年6月24日） - 赵建国（2018年9月29日－2023年4月11日） - 和培林（2019年10月10日－） - 徐永胜（2022年10月19日－） - 孙秀春（2023年6月26日－） - 张愚（2023年6月26日－） | 党组书记 - 焦焕成（2013年3月－2015年10月） - 李宝荣（2015年10月－2022年6月） - 王永红（2022年6月－） 党组成员 - 于永水（2013年3月－2016年5月） - 陈建明（2014年2月－2019年5月） - 王卫东（2014年2月－2016年5月） - 赵峰涛（2016年5月－2022年4月） - 庞长青（2016年9月－2018年7月） - 王永红（2017年3月－2022年6月） - 赵建国（2018年9月－2023年4月） - 和培林（2019年9月－） - 徐永胜（2022年10月－） - 陈佳资（2020年4月－2025年8月） - 孙秀春（2023年6月－） - 张愚（2023年6月－，兼机关党委书记） |